# Mastacembelus crassus
Mastacembelus crassus és una espècie de peix pertanyent a la família dels mastacembèlids.

## Descripció
- Fa 15,7 cm de llargària màxima.
- Nombre de vèrtebres: 66.[5][6]

## Hàbitat
És un peix d'aigua dolça, demersal i de clima tropical que viu als ràpids de fons rocallós.

## Distribució geogràfica
Es troba a Àfrica: és un endemisme del riu Congo a la República del Congo i la República Democràtica del Congo.

## Observacions
És inofensiu per als humans.